# Hans-Christian von Herrmann
Hans-Christian von Herrmann (* 1963 in Freiburg im Breisgau) ist ein deutscher Literaturwissenschaftler.

## Leben
Nach dem Studium der Germanistik, Theaterwissenschaft, Kunstgeschichte und Informationswissenschaft in Berlin, Konstanz und Bochum (1990 Magister Artium an der FU Berlin) war er von 1996 bis 2000 wissenschaftlicher Assistent am Institut für Theaterwissenschaft der Universität Leipzig. Nach der Promotion 1995 im Fach Neugermanistik an der Ruhr-Universität Bochum war er von 2000 bis 2002 wissenschaftlicher Mitarbeiter am Zentrum für Literaturforschung Berlin im Forschungsprojekt EUROPA. Aufschreibesysteme aus Codes, Medien und Künsten. Nach der Habilitation 2003 an der Fakultät für Geschichte, Kunst- und Orientwissenschaften der Universität Leipzig ist er seit 2011 Professor für Literaturwissenschaft mit dem Schwerpunkt Literatur und Wissenschaft an der TU Berlin.

## Schriften (Auswahl)
- Sang der Maschinen. Brechts Medienästhetik. München 1996, ISBN 3-7705-3107-8.
- Das Archiv der Bühne. Eine Archäologie des Theaters und seiner Wissenschaft. Paderborn 2005, ISBN 3-7705-3980-X.
- Literatur und Entropie. Berlin 2014, ISBN 3-428-14012-5.